# Jaime Penedo
Jaime Manuel Penedo Cano (26 de septiembre de 1981, Panamá, Panamá) es un exfutbolista panameño  que jugaba como guardameta. Actualmente es miembro del departamento de Desarrollo Técnico de la Federación Panameña de Fútbol. Es considerado por expertos como el mejor arquero que ha tenido la Selección de Panamá.

## Trayectoria
Debutó en el Estudiantes de Panamá en el 1998 y jugó hasta el 2002.
Luego se fue al Club Deportivo Plaza Amador de Panamá y allí jugó desde 2003 hasta 2004.
En el 2004 lo fichó Club Deportivo Árabe Unido que también es de Panamá jugó hasta el 2005.
Luego, parte a jugar a Europa. En primera instancia se suponía que iba a jugar en el Cagliari Calcio de Italia. Club que incluso llegó a anunciarlo en sus sitios web. Sin embargo, esta transacción se cayó por razones que en un inicio fueron confusas, pero que luego el mismo Penedo aclararía en una entrevista, aludiendo a la detección de una arritmia cardiaca para explicar el por qué no llegó a jugar en el equipo italiano. Frente a esto, se fue a probar un tiempo con el CA Osasuna de España, quien lo terminó inscribiendo al Club Atlético Osasuna "B" en el mercado de verano de 2006 hasta el 2007. A esto le siguió una travesía el año siguiente en el Club Social y Deportivo Municipal de Guatemala, jugando hasta el 2013. Ese mismo año, ficha por Los Ángeles Galaxy de los Estados Unidos donde permaneció hasta finales del 2015.
En el 2016 lo compró Deportivo Saprissa de Costa Rica, donde jugó hasta mediados del 2016. En junio de ese año, lo compró el F.C. Dinamo Bucarest de Rumania, donde permaneció hasta retirarse del futbol profesional, el 21 de febrero de 2019.

## Selección
Con la Selección de Panamá tiene 134 participaciones con la absoluta, siendo el segundo con más partidos en la historia por detrás de Gabriel Gómez (con 144). Ganó la Copa Centroamericana del 2009, y fue uno de los 23 jugadores participantes de la Copa Mundial de Rusia 2018. El 16 de agosto de 2018, Penedo anunció su retiro de la selección a los 36 años de edad.

### Participaciones en Copas del Mundo
| Mundial                        | Sede  | Resultado      | Partidos | Goles | Asist. |
| ------------------------------ | ----- | -------------- | -------- | ----- | ------ |
| Copa Mundial de Fútbol de 2018 | Rusia | Fase de grupos | 3        | 0     | 0      |
| Total                          | Total | Total          | 3        | 0     | 0      |

## Palmarés

### Campeonatos nacionales
| Título          | Club               | País           | Año  |
| --------------- | ------------------ | -------------- | ---- |
| Apertura        | Árabe Unido        | Panamá         | 2004 |
| Clausura        | Árabe Unido        | Panamá         | 2004 |
| Clausura        | CSD Municipal      | Guatemala      | 2008 |
| Apertura        | CSD Municipal      | Guatemala      | 2009 |
| Clausura        | CSD Municipal      | Guatemala      | 2010 |
| Apertura        | CSD Municipal      | Guatemala      | 2011 |
| Copa MLS        | Los Angeles Galaxy | Estados Unidos | 2014 |
| Copa de la Liga | Dinamo de Bucarest | Rumania        | 2017 |

### Campeonatos internacionales
| Título               | Selección | País     | Año  |
| -------------------- | --------- | -------- | ---- |
| Copa Centroamericana | Panamá    | Honduras | 2009 |

### Distinciones individuales
| Distinción                                  | Año  |
| ------------------------------------------- | ---- |
| Guante de Oro de la Copa Oro de la Concacaf | 2005 |
| Trofeo Josue Danny Ortiz                    | 2009 |
| Trofeo Josue Danny Ortiz                    | 2011 |
| Guante de Oro de la Copa Oro de la Concacaf | 2013 |